# Cartoon Network Törökország
A Cartoon Network Törökország (törökül: Cartoon Network Türkiye) a Cartoon Network rajzfilmadó török adásváltozata. 1993. szeptember 17-e óta elérhető Törökországban, de ekkor még csak az adó páneurópai változatát lehetett fogni angol nyelven. 2008. január 28-án indult el a török nyelvű sugárzás. Indulása óta a legnézettebb gyerekcsatornává vált Törökországban.
A csatorna FTA-csatorna, azaz ingyenesen fogható. Elsősorban Törökországban, Azerbajdzsánban és Észak-Cipruson érhető el törökül, de mivel ingyenesen fogható, akár Magyarországon is lehet fogni.
2016. Október 6-án szélesvásznú adásra váltott.

## Története
2007 szeptemberében a Doğan Holding Medya Kuruluşu engedélyt adott a Cartoon Network török nyelvű továbbítására. Így 2008. január 28-án elindult az adó. 2011. április 4-én, reggel 6 órakor logót és arculatot váltott. 2012. február 16-án a Cartoon Network mobilalkalmazásai immár a török honlapon is elérhetők. 2013. március 13-án a honlap (CartoonNetwork.com.tr) átvette az Európa-szerte használt CN-honlapstílust. Addig is hasonlót használt.

## Műsorai
Nagyrészt azokat a műsorokat sugározza, mint a magyar Cartoon Network. Ebben a régióban a Cartoonito a Cartoon Network része, amit reggelente sugároznak.